# الشعر الأمريكي الإفريقي (تشريح)
يشير الشعر الأفريقي الأمريكي، أو الشعر الأفريقي، إلى أنواع الشعر، وقوامه، والأساليب التي ترتبط تاريخيًا بالثقافات الأفريقية. وهي تلعب دورًا رئيسيًا في هوية وسياسة الثقافة السوداء في الولايات المتحدة عبر الزمن.

## الأصول الأفريقية

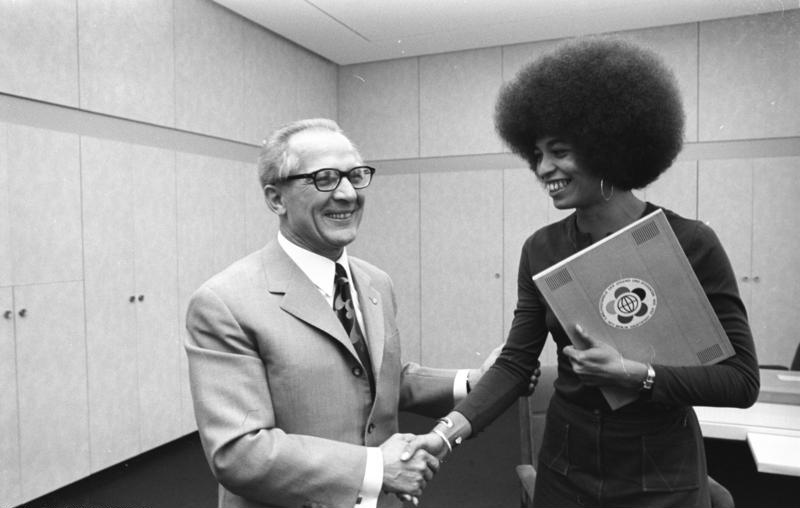
أنجيلا ديفيس (إلى اليمين) عام 1972 مع تسريحة شعرها

منذ بداية الحضارات الأفريقية، جرى استخدام تسريحات الشعر لنقل الرسائل إلى المجتمع الأكبر. قبل أن تقسم حدود إفريقيا إلى دول عدة في أثناء الاستعمار، إذ قُسِمت القارة إلى ممالك وعشائر، ويمكن أن تشير تسريحات الشعر المختلفة إلى الحالة الاجتماعية للفرد، والعمر، والدين، والهوية العرقية، والثروة، والمرتبة، واللقب، والحالة الصحية، والأصل الجغرافي، والعشيرة التي ينتمون إليها. وكذلك يمكن أن تشير اللحية ذات الضفيرة للرجل إلى أنه كان يستعد للحرب. في قبيلة الهيمبا كانت الضفائر المنسدلة أمام وجه الأنثى علامة على أنها في سن البلوغ، بينما الضفيرة المربوطة في مؤخرة الرأس التي ترتديها النساء الراغبات في الزواج. أما تغطية الرأس فهي تشير إلى الأمهات الجدد والنساء المتزوجات. في ثقافة اليوروبا، يجدل الناس شعرهم لإرسال رسائل إلى الآلهة؛ بوصفها أعلى جزء من الجسم، كان الشعر يعد بوابة للأرواح لتمريرها إلى عالم الأرواح. وفقًا لدراسة أجريت في القرن العشرين، غالبًا ما تحلق قبائل اليوروبا رؤوس الأطفال حديثي الولادة بوصفها علامة على ظهور كل فرد من عالم الأرواح. وكذلك حلق رأس شخص مرة أخرى عند الموت للإشارة إلى عودة الفرد إلى عالم الأرواح. كانت عملية الحفاظ على الشعر في أفريقيا التقليدية عملية تستغرق وقتًا طويلًا، وتهدف إلى خلق إحساس بالجمال وتكريم قوتها الروحية. ووفقًا لما ذكرته المؤلفة سيلفيا أردن بون. وقد عدوا الشعر شيئًا مقدسًا نظرًا إلى موقعه في أعلى الرأس. عند السماح لشخصٍ ما بلمسه، يعني هذا أنه يمكنك الوثوق به. لذلك، لم يُسمح بالعناية بالشعر سِوى للأقارب أو مُصفف الشعر خوفًا من أن يتسبب الأعداء بسوء نية للشخص الذي يحتاج إلى العناية بالشعر. ويمكن أن تستمر عملية العناية بالشعر في أي مكان من ساعات إلى أيام، وتتضمن «غسل الشعر، وتمشيطه، وتزييته، وتجديله، أو لفه، أو تزيينه». في شعب الهيمبا مثلًا، الشعر النظيف والمجدل بدقة أو المزين بالزينة كالخرز أو الأصداف علامة على الحيوية، والشعر الأشعث المتسخ يدل على البلاء.

## الثقافة الشعبية
تتبنى الثقافة الأمريكية الأفريقية الشعر الطبيعي بنحو متزايد من طريق حركة الشعر الطبيعي، وتشمل الأشخاص ذوي الشعر الأفريقي الذين يقاومون الصور المستخدمة لتمثيلهم، ويمتنعون عن استخدام منتجات الشعر الكيميائية لصالح المنتجات التي من شأنها تعزيز الشعر الطبيعي الصحي. تأثرت الحركة إلى حد كبير بالمجتمع ووسائل الإعلام، بدءًا من عمل ومظهر فنانة النسيج سونيا كلارك والمغنية سولانج نولز والشاعرة مايا أنجيلو والممثلة ،لوبيتا نيونجو  اللواتي ركزن على الشعر الطبيعي والانتفاضة على المدونات والقنوات ووسائل التواصل الاجتماعي، مثل منصة اليوتيوب.

## التمييز المرتبط بتصفيفات الشعر الأسود
في عام 1981، رفعت مضيفة طيران سوداء البشرة (رينيه روجرز) دعوى قضائية على مدير عملها في شركة  أمريكان إيرلاينز لمنعها من ارتداء الضفائر في العمل. ورفضت المحكمة حجج روجرز بأن الحظر التمييزي على أساس العرق والجنس، وحكمت لصالح شركة أمريكان إيرلاينز حكم يحظر الضفائر أو التجديل باستثناء تسريحة أسلوب الكعكة منذ أواخر القرن العشرين، جرى تخفيف العديد من القيود، وترتدي الآن النساء الأميركيات من أصول أفريقية مجموعة متنوعة من قصات الشعر.
في عام 2014، فرض جيش الولايات المتحدة حظرًا على تسريحات الشعر الشائعة عند السود. يشمل الحظر الشعر المجدل، والذرة الكبيرة واللف. التفسير المنطقي لهذا القرار هو أن تسريحات الشعر المذكورة أعلاه تبدو غير مهذبة، مع تعريف الشعر الخشن ضمنيًا بأنه شعر مفرود.

## عصر الحقوق المدنية

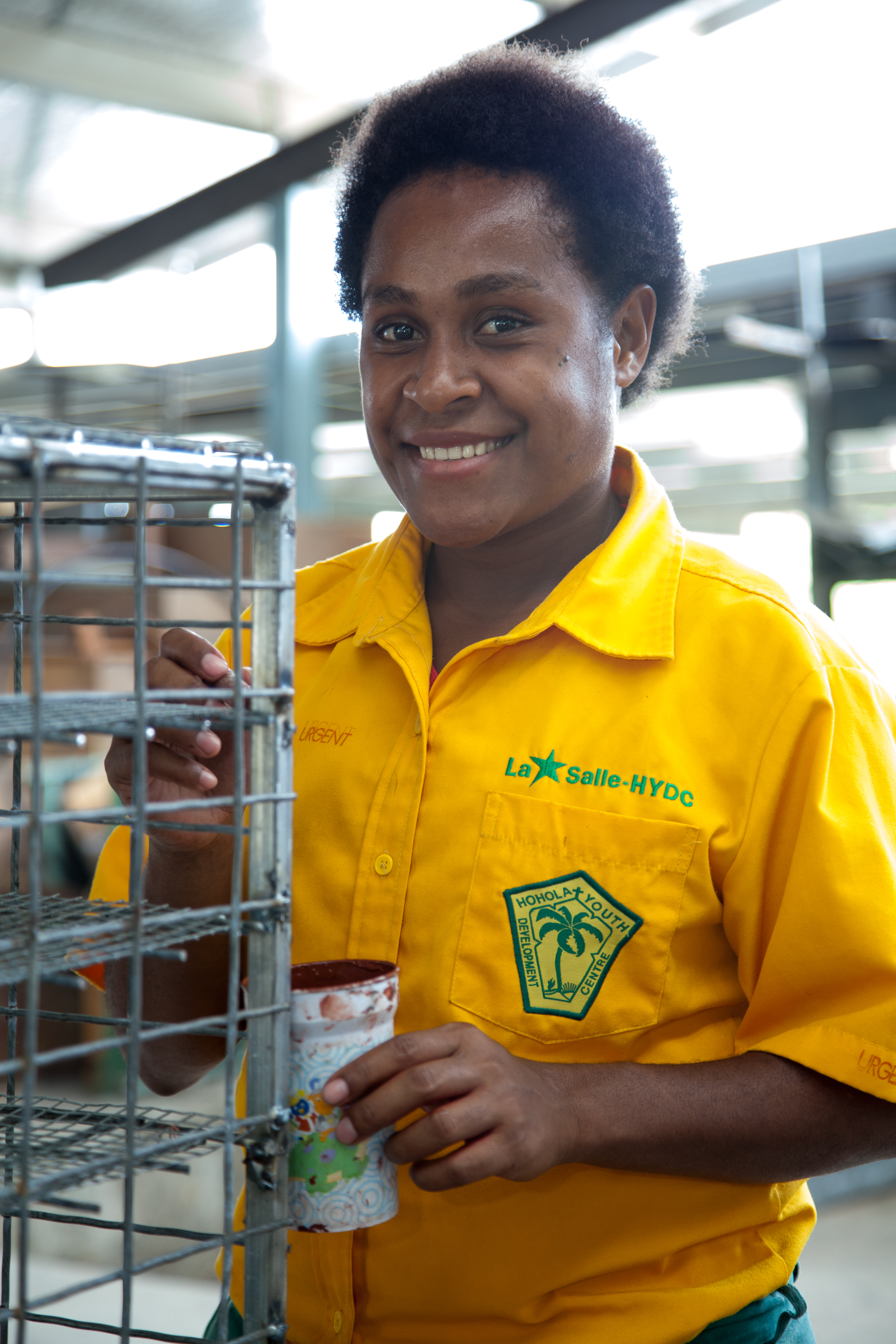
شخص من بابوا غينيا الجديدة ذو شعر أفريقي.

تُعد الأفرو التي خطت خطوتها في الستينيات، مثالًا عن الفخر والتواصل والقوة والثورة والتمايز. وقد اكتسبت الأفرو شعبية أول مرة مع الفنانين والناشطين والشباب والقوميين. والشباب الذين لم يتبنوا هذه الحركة تعرضوا للمساءلة القانونية وبقوا خاضعين للرقابة. بدأ السود باستخدام شعرهم بوصفه وسيلتهم لإبراز رابط بأسلافهم الأفارقة والسود في جميع أنحاء العالم. كان الأفرو بالاشتراك مع حركة الحقوق المدنية، يساعدون على تحديد الهوية السوداء. استخدم بعض الفنانين شعرهم الفعلي تعبيرًا عن الفن. في زي ديفيد هامون الأمريكي، ضغط جسده على الورق لصنع صورة لما يعنيه كونك أميركيًا من أصل أفريقي.